# Església del Salvador (la Llosa)
L'Església Parroquial del Salvador de la Llosa, a la comarca de la Plana Baixa, és un temple catòlic catalogat, de forma genèrica, com Bé de Rellevància Local segons la Disposició Addicional Cinquena de la Llei 5/2007, de 9 de febrer, de la Generalitat Valenciana, de modificació de la Llei 4/1998, d'11 de juny, del Patrimoni Cultural Valencià (DOCV Núm. 5.449 / 13/02/2007), amb codi: 12.06.074-001.
L'església pertany al Arxiprestat del Santíssim Crist de la Bisbat de Sogorb-Castelló, i se situa al carrer l'Ensenyament 4 de la Llosa.
L'Església Parroquial està dedicada al Salvador, i el temple està construït seguint les pautes de diferents estils: barroc i gòtic. En el seu interior es poden observar punt un arc de mig punt, com una Volta de creueria.